# ماشمیان
ماشمیان، روستایی از توابع بخش خورگام شهرستان رودبار در استان گیلان ایران است.

## جمعیت
این روستا در دهستان دلفک قرار دارد و براساس سرشماری مرکز آمار ایران در سال ۱۳۸۵، جمعیت آن ۲٬۰۵۳ نفر (۵۲۸خانوار) بوده‌است.